# Jan Tullberg
Jan Niels Fredrik Tullberg, född 3 februari 1949 i Bromma, är en svensk ekonom.
Han disputerade 2002 vid Handelshögskolan i Stockholm där han senare blev docent i företagsekonomi. Tullberg har publicerat sig i ett flertal svenska och internationella tidskrifter och tidningar, bland annat Ekonomisk Debatt, Journal of Business Ethics, Statsvetenskaplig tidskrift, Filosofisk tidskrift, Dagens Nyheter och Finanstidningen. Han är politiskt engagerad i invandringsfrågan och är återkommande skribent på invandringskritiska webbplatser som Avpixlat/Samhällsnytt, Fria Tider, och Nya Tider.
Han var gift med ekologen Birgitta Tullberg som avled 2017.